# Scleria lithosperma
Scleria lithosperma là loài thực vật có hoa trong họ Cói. Loài này được (L.) Sw. miêu tả khoa học đầu tiên năm 1788.